# Reni Erkens

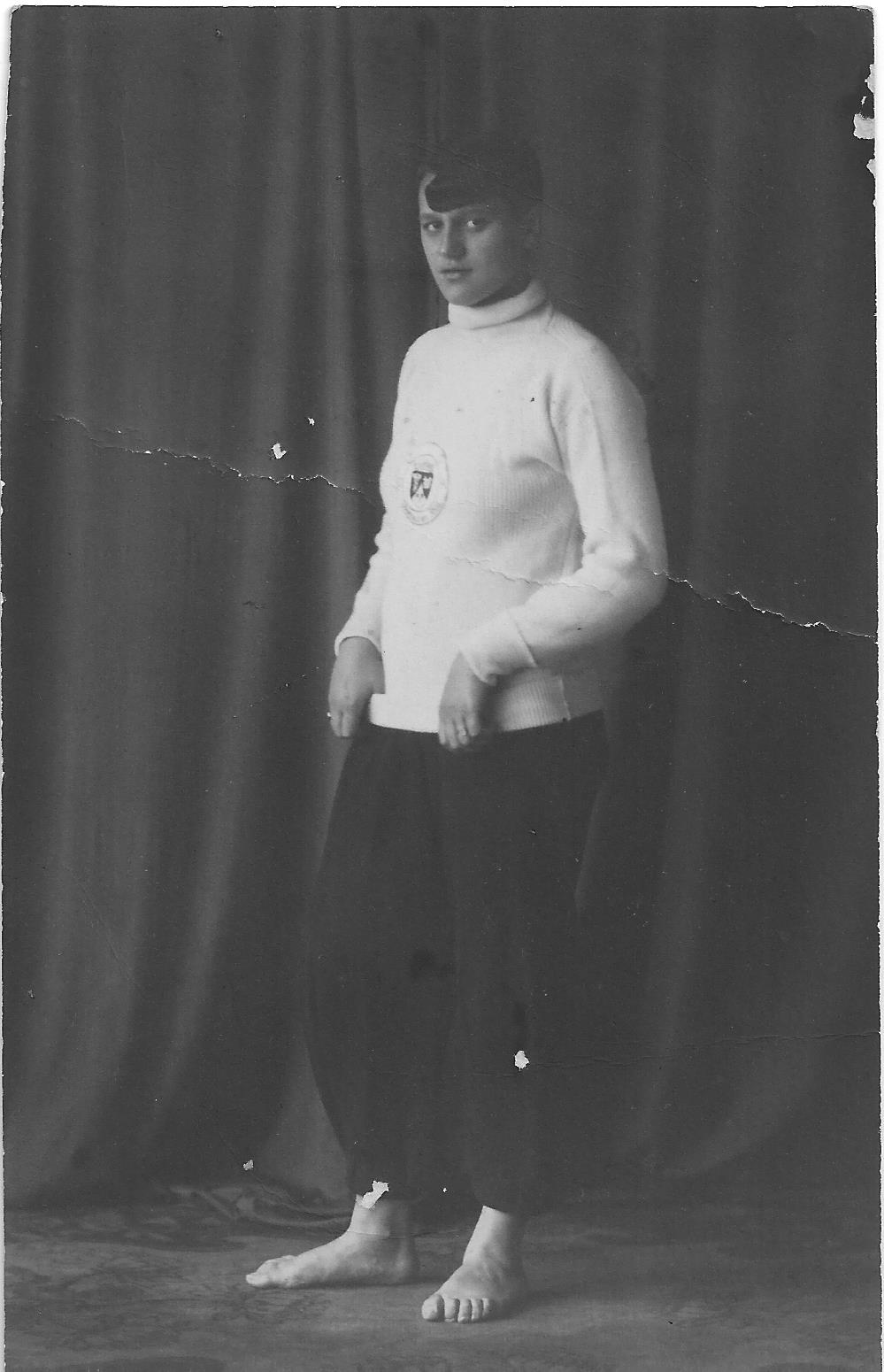
Reni Küppers-Erkens

Reni Erkens (* 24. Juni 1909 in Oberhausen; † 22. Oktober 1987 in Nordhorn) war von 1926 bis 1930 Deutsche Meisterin im Freistilschwimmen über 100 m und 1929 über 400 m. Sie war Teilnehmerin bei den Olympischen Sommerspielen 1928 in Amsterdam und wurde mit der 4×100-m-Freistilstaffel Vierte. Sie war verheiratet mit Ernst Küppers, ihr gemeinsamer Sohn ist Ernst-Joachim Küppers.